# Chioneosoma gorilla
Chioneosoma gorilla — вид жуков рода Chioneosoma из подсемейства хрущей (Melolonthinae) семейства пластинчатоусых (Scarabaeidae).

## Описание
Длина жуков 19—25 мм. Тело буро-красного цвета. Основной фон тела скрыт густыми желтовато-белыми волосками на голове, переднеспинке, щитке и нижней стороне, а также белым налётом на надкрыльях. Тело крупное, выпуклое и вытянутое. Усики 10-члениковые с трёхчлениковой булавой. Голова покрыта густыми длинными, лохматыми, скрывающими основной фон, длинными жёлто-белыми волосками. Глаза крупные, сильно выпуклые. Переднеспинка поперечная, также покрыта очень густыми и длинными лохматыми, направленными назад желтовато-белыми волосками, которые собой целиком скрывают её основной фон и очертания. Грудь покрыта такими же длинными волосками. Надкрылья продолговатые, выпуклые, с параллельными боками и слабо выраженными ребрами. Они неравномерно покрыты тонкими белыми волосками. По сути, вся поверхность надкрылий покрыта белым мучнистым налётом, который скрывает основной фон. Пигидий довольно выпуклый. Ноги довольно длинные. Бёдра ног покрыты такими же густыми волосками, как и грудь. Бёдра задней пары ног сильно расширены. Голени передних ног снаружи имеют 3 острых иглообразных зубца. Лапки длинные и тонкие, длиннее голени.

## Ареал
Вид широко распространён в песчаных пустынях Средней Азии, заходя на север дальше остальных видов рода Chioneosoma. Номинативный подвид свойствен Туркменистану (северной части пустыни Кара-Кум — Ашхабад, Имам-баба на западе, Хива на востоке).
Подвид transoxiana распространён в пустыне Кызылкум (Калма-чай, Кзыл-орда), Муюн-кум (Джамбул), по берегам озёр к северу от Аральского моря до озера Сары-копи (севернее Тургаи).

## Биология
Вид обитает на барханных песках, где жуки встречается очень часто. Время лёта растянуто и длится с конца марта до середины мая. Жуки активны и летают ночью, очень часто прилетают на источники света. В дневное время скрываются в песке. Жуки не питаются и живут за счёт запасов питательных веществ, накопленных на стадии личинки. Сами личинки развиваются в песчаных грунтах, где питаются корнями растений.